# Дијабло Гранд (Калифорнија)
Дијабло Гранд (енгл. Diablo Grande) насељено је место без административног статуса у америчкој савезној држави Калифорнија.

## Демографија
По попису из 2010. године број становника је 826.
| Група             | 2000.    | 2010.       |
| Белци             | 0 (0,0%) | 378 (45,8%) |
| Афроамериканци    | 0 (0,0%) | 77 (9,3%)   |
| Азијати           | 0 (0,0%) | 70 (8,5%)   |
| Хиспаноамериканци | 0 (0,0%) | 254 (30,8%) |
| Укупно            | 0        | 826         |